# Eragrostis patens
Eragrostis patens är en gräsart som beskrevs av Daniel Oliver. Eragrostis patens ingår i släktet kärleksgrässläktet, och familjen gräs. Inga underarter finns listade i Catalogue of Life.